# Xian de Huguan
Le xian de Huguan (壶关县 ; pinyin : Húguān Xiàn) est un district administratif de la province du Shanxi en Chine. Il est placé sous la juridiction de la ville-préfecture de Changzhi.

## Démographie
La population du district était de 278 505 habitants en 1999.